# Umgekehrter Generationenvertrag
Der Umgekehrte Generationenvertrag ist ein 1995 von der StudierendenGesellschaft Witten/Herdecke an der Universität Witten/Herdecke entwickeltes Modell zur Erhebung von Studiengebühren, das gleichzeitig einen Zugang zum Studium ohne soziale Zugangsbeschränkungen ermöglichen soll. Inzwischen wurde die Idee von anderen privaten Hochschulen wie der Bucerius Law School, der praxisHochschule in Köln und Rheine, der EBS Universität für Wirtschaft und Recht oder der WHU Otto Beisheim School of Management aufgegriffen und umgesetzt. Zudem wird der UGV heute von verschiedenen Sozial- oder gewerblichen Unternehmen für eine Reihe von privaten Hochschulen angeboten. 

## Das Modell
Nicht jeder Student kann es sich leisten, Studiengebühren zu zahlen. Aus diesem Grund wurde ein Modell entwickelt, mit dem Studenten die Möglichkeit erhalten, erst nach dem Ende ihres Studiums einen finanziellen Beitrag zu ihrem Studium zu leisten. Mit diesem Modell sollen soziale Zugangsbeschränkungen vermieden und gewährleistet werden, dass niemand auf Grund von Studienbeiträgen ein Studium nicht aufnehmen kann. 
Umgekehrt ist der Generationenvertrag deshalb, weil die Absolventen nach Beendigung ihres Studiums im Prinzip dann die Studienbeiträge für die aktuellen Studierenden übernehmen. Eine Generation ermöglicht der Nachfolgenden das Studium. 
Der finanzielle Beitrag, den ein Student später leistet, liegt bei einem bestimmten Prozentsatz seines späteren Einkommens.
Durch die einkommensabhängige Späterzahlung wird gewährleistet, dass nach dem Studium nicht ein fixer Schuldenbetrag auf den Studierenden wartet, sondern der Rückzahlungsbetrag vom späteren, auf Jahresbasis zu ermittelndem Einkommen abhängt. Wenn ein Absolvent also viel verdient, muss er auch viel zurückzahlen (bis zu einem bestimmten Höchstbetrag). 

## Weitere Bedeutungen
Generell wird manchmal in der politischen Diskussion von einem „umgekehrten Generationenvertrag“ gesprochen, wenn Investitionen in die junge Generation vorgenommen werden (sollen). So spricht die Hochschulrektorenkonferenz 2002 von Bildungsinvestitionen als einem „umgekehrten Generationenvertrag“.